# Arrhenia retiruga
Arrhenia retiruga är en lavart som först beskrevs av Pierre Bulliard (v. 1742–1793), och fick sitt nu gällande namn av Redhead 1984. Enligt Catalogue of Life ingår Arrhenia retiruga i släktet Arrhenia,  och familjen Tricholomataceae, men enligt Dyntaxa är tillhörigheten istället släktet Arrhenia,  och familjen trådklubbor. Arten är reproducerande i Sverige. Inga underarter finns listade i Catalogue of Life.